# Kap Disappointment (Südgeorgien)
Kap Disappointment ist ein Kap, das die südlichste Landmasse der Insel Südgeorgien markiert. Es liegt nordwestlich von Green Island und bildet die südliche Begrenzung der Einfahrt zur Rogged Bay.
Der britische Seefahrer und Entdecker James Cook entdeckte das Kap 1775 im Rahmen seiner zweiten Südseereise (1772–1775). Er benannte es nach seiner Enttäuschung (englisch disappointment), nachdem er entdeckt hatte, dass es sich bei der von ihm gesichteten Landmasse um eine Insel und nicht wie erhofft um einen Kontinent handelt.